# Modèle intertemporel d'évaluation des actifs
Le modèle intertemporel d'évaluation des actifs (MEDAF intertemporel ou ICAPM) détermine le rendement théorique d'un actif financier lorsque les investisseurs ne sont pas seulement intéressés par la fortune à la fin de la période, comme dans le modèle MEDAF (ou CAPM), mais aussi par les possibilités de consommation et d'investissement tout au long de la période. Une variable d'état est utilisée pour tenir compte des modifications des possibilités d'investissement. Par conséquent, le risque de consommation change avec le temps. L'utilité instantanée dépend de la consommation (C) et de la variable d'état. On écrit:
{\displaystyle U[C(t),t]}.

## Version en temps continu
Merton considère le cas où les transactions ont lieu de manière continue et le marché est toujours en équilibre. 
Il suppose que la variable d'état (X) suit un processus brownien:
{\displaystyle dX=\mu dt+sdZ}
L'investisseur maximise l'utilité espérée:
{\displaystyle E_{o}\left\{\int _{o}^{T}U[C(t),t]dt+B[W(T),T]\right\}}
où T est l'horizon temporel envisagé et B[W(T,T)] l'utilité de la fortune (W) pour des buts de réserve ou d'héritage.
La contrainte budgétaire est donnée par la fortune du consommateur (W). Soit {\displaystyle w_{i}} la part de la fortune investie dans le titre i. On peut écrire:
{\displaystyle W(t+dt)=[W(t)-C(t)dt]\sum _{i=0}^{n}w_{i}[1+r_{i}(t+dt)]}
où {\displaystyle r_{i}} est le rendement du titre i.
La variation de la fortune est:
{\displaystyle dW=-C(t)dt+[W(t)-C(t)dt]\sum w_{i}(t)r_{i}(t+dt)}
Pour résoudre ce problème, on va utiliser la programmation dynamique en prenant une série de problèmes discrets:
{\displaystyle \max E_{o}\left\{\sum _{t=o}^{T-dt}\int _{t}^{t+dt}U[C(s),s]ds+B[W(T),T]\right\}}
D'autre part, un développement en série de Taylor donne:
{\displaystyle \int _{t}^{t+dt}U[C(s),s]ds=U[C(t),t]dt+{\frac {1}{2}}U_{t}[C(t^{*}),t^{*}]dt^{2}\approx U[C(t),t]dt}
où {\displaystyle t^{*}} est une valeur entre t et dt.
Supposons que le processus stochastique des rendements soit un processus brownien:
{\displaystyle r_{i}(t+dt)=\alpha _{i}dt+\sigma _{i}dz_{i}}
avec:
{\displaystyle E(r_{i})=\alpha _{i}dt\quad ;\quad E(r_{i}^{2})=var(r_{i})=\sigma _{i}^{2}dt\quad ;\quad cov(r_{i},r_{j})=\sigma _{ij}dt}
En développant la variation de la fortune et en éliminant les variations de deuxième ordre on obtient:
{\displaystyle dW\approx [W(t)\sum w_{i}\alpha _{i}-C(t)]dt+W(t)\sum w_{i}\sigma _{i}dz_{i}}
En utilisant l'équation de Bellman, on peut écrire de la manière suivante la maximisation de l'utilité espérée:
{\displaystyle J(W,X,t)=max\;E_{t}\left\{\int _{t}^{t+dt}U[C(s),s]ds+J[W(t+dt),X(t+dt),t+dt]\right\}}
sous la contrainte ci-dessus.
En utilisant le Lemme d'Ito on peut écrire:
{\displaystyle dJ=J[W(t+dt),X(t+dt),t+dt]-J[W(t),X(t),t+dt]=J_{t}dt+J_{W}dW+J_{X}dX+{\frac {1}{2}}J_{XX}dX^{2}+{\frac {1}{2}}J_{WW}dW^{2}+J_{WX}dXdW}
tandis que la valeur espérée est:
{\displaystyle E_{t}J[W(t+dt),X(t+dt),t+dt]=J[W(t),X(t),t]+J_{t}dt+J_{W}E[dW]+J_{X}E(dX)+{\frac {1}{2}}J_{XX}var(dX)+{\frac {1}{2}}J_{WW}var[dW]+J_{WX}cov(dX,dW)}
Après quelques simplifications
, on obtient la fonction objectif suivante:
{\displaystyle max\left\{U(C,t)+J_{t}+J_{W}W[\sum _{i=1}^{n}w_{i}(\alpha _{i}-r_{f})+r_{f}]-J_{W}C+{\frac {W^{2}}{2}}J_{WW}\sum _{i=1}^{n}\sum _{j=1}^{n}w_{i}w_{j}\sigma _{ij}+J_{X}\mu +{\frac {1}{2}}J_{XX}s^{2}+J_{WX}W\sum _{i=1}^{n}w_{i}\sigma _{iX}\right\}}
où {\displaystyle r_{f}} est le rendement de l'actif sans risque.
Les conditions de premier ordre sont:
{\displaystyle J_{W}(\alpha _{i}-r_{f})+J_{WW}W\sum _{j=1}^{n}w_{j}^{*}\sigma _{ij}+J_{WX}\sigma _{iX}=0\quad i=1,2,\ldots ,n}
Sous forme matricielle, on peut écrire:
{\displaystyle (\alpha -r_{f}{\mathbf {1} })={\frac {-J_{WW}}{J_{W}}}\Omega w^{*}W+{\frac {-J_{WX}}{J_{W}}}cov_{rX}}
où {\displaystyle \alpha } est le vecteur des rendements espérés, {\displaystyle \Omega } la matrice de la covariance des rendements, {\displaystyle {\mathbf {1} }} un vecteur unité et {\displaystyle cov_{rX}} la covariance des rendements avec la variable d'état. Les proportions optimales sont alors:
{\displaystyle {\mathbf {w} ^{*}}={\frac {-J_{W}}{J_{WW}W}}\Omega ^{-1}(\alpha -r_{f}{\mathbf {1} })-{\frac {J_{WX}}{J_{WW}W}}\Omega ^{-1}cov_{rX}}
Comme ces proportions sont celles de l'investisseur représentatif, elles doivent être celles du portefeuille de marché selon la terminologie du CAPM. On peut donc exprimer le rendement espéré de la manière suivante:
{\displaystyle \alpha _{i}=r_{f}+\beta _{im}(\alpha _{m}-r_{f})+\beta _{ih}(\alpha _{h}-r_{f})}
où m désigne le portefeuille de marché et h un portefeuille utilisé pour se protéger des changements de la variable d'état.
Le modèle ICAPM permet d'expliquer le rendement supérieur des titres de valeur ou actions dépréciées (avec un rapport valeur comptable / valeur de marché élevé) par rapport aux titres de croissance. Si les titres de croissance protègent l'investisseur des changements de la variable d'état, la couverture de ce risque contrebalance le rendement inférieur. 

## Version en temps discret
Campbell propose une version en temps discret du modèle intertemporel de Merton. Il utilise une approximation linéaire dans les logarithmes de la contrainte budgétaire et la fonction d'utilité suggérée par Epstein et Zin. D'autres versions en temps discret ont été proposées, en particulier par Fama.
Soit la fonction d'utilité de l'investisseur représentatif:
{\displaystyle \sum _{j=o}^{\infty }\delta ^{j}u(c_{t+j},z_{t+j})}
où u est l'utilité instantanée, {\displaystyle c_{t+j}} la consommation à la période {\displaystyle t+j}, {\displaystyle z_{t+j}} une variable d'état et {\displaystyle \delta =1/(1+\rho )} est le taux subjectif de préférence pour le temps ({\displaystyle \rho } est le taux d'escompte subjectif).
L'investisseur maximise l'utilité espérée:
{\displaystyle \max \quad u(c_{t},z_{t})+\sum _{j=1}^{\infty }\delta ^{j}E_{t}[u(c_{t+j},z_{t+j})]}
sous la contrainte:
{\displaystyle \sum _{j=1}^{n}x_{j,t+1}+F_{t+1}=\sum _{j=1}^{n}(1+r_{jt})x_{jt}+(1+r_{ft})F_{t}-c_{t}}
où {\displaystyle F} est l'actif sans risque et {\displaystyle r_{ft}} le taux d'intérêt sans risque.
En utilisant l'équation de Bellman de la programmation dynamique on peut écrire:
{\displaystyle V(W_{t},z_{t})=\max _{x_{i,t+1},F_{t+1}}\left\{u(W_{t}-\sum _{j=1}^{n}x_{j,t+1}-F_{t+1})+\delta E_{t}\left[V(W_{t+1},z_{t+1})\right]\right\}}
où W est la fortune de l'investisseur:
{\displaystyle W_{t}=\sum _{j=1}^{n}(1+r_{jt})x_{jt}+(1+r_{ft})F_{t}}
Les conditions de premier ordre sont:
{\displaystyle {\frac {\partial V}{\partial x_{i,t+1}}}=-u^{\prime }(c_{t},z_{t})+\delta E_{t}\left[V_{W}(W_{t+1},z_{t+1}){\frac {\partial W_{t+1}}{\partial x_{i,t+1}}}\right]=0\quad i=1,\ldots ,n}
{\displaystyle {\frac {\partial V}{\partial F_{t+1}}}=-u^{\prime }(c_{t},z_{t})+\delta E_{t}\left[V_{W}(W_{t+1},z_{t+1}){\frac {\partial W_{t+1}}{\partial F_{t+1}}}\right]=0}
où {\displaystyle V_{W}} est la dérivée par rapport à {\displaystyle W_{t+1}} (utilité marginale de la fortune).
De ces conditions on tire:
{\displaystyle E_{t}\left[V_{W}(W_{t+1},z_{t+1})(1+r_{jt})\right]=E_{t}\left[V_{W}(W_{t+1},z_{t+1})(1+r_{ft})\right]}
La covariance de deux variables aléatoires x,y est:
{\displaystyle cov(x,y)=E(xy)-E(x)E(y)}
Pour les actifs risqués on peut donc écrire:
{\displaystyle E_{t}\left[V_{W}(W_{t+1},z_{t+1})(1+r_{jt})\right]=cov_{t}[(V_{W}(W_{t+1},z_{t+1}),(1+r_{jt})]+E_{t}[V_{W}(W_{t+1},z_{t+1})]E_{t}[(1+r_{jt})]}
tandis que pour l'actif sans risque on a:
{\displaystyle E_{t}\left[V_{W}(W_{t+1},z_{t+1})(1+r_{ft})\right]=(1+r_{ft})E_{t}[V_{W}(W_{t+1},z_{t+1})]}
La condition ci-dessus devient alors:
{\displaystyle E(r_{jt})-r_{ft}=-{\frac {cov_{t}[(V_{W}(W_{t+1},z_{t+1}),(1+r_{jt})]}{E_{t}[V_{W}(W_{t+1},z_{t+1})]}}}
En prenant l'approximation de premier ordre:
{\displaystyle V_{W}(W_{t+1},z_{t+1})\approx V_{W}(W_{t},t_{t})+V_{WW}(W_{t},z_{t})\Delta W_{t+1}+V_{Wz}(W_{t},z_{t})\Delta z_{t+1}}
on obtient:
{\displaystyle E(r_{jt})-r_{ft}=-\gamma cov_{t}[\Delta W_{t+1},(1+r_{jt})]+{\frac {V_{Wz}}{E_{t}(V_{W})}}cov[\Delta z_{t+1},(1+r_{jt})]}
où {\displaystyle \gamma } est l'indice relatif d'aversion au risque de {\displaystyle V}.
La variation de la fortune est liée au coefficient bêta du modèle CAPM. La variation de la variable d'état est liée aux possibilités d'investissement. Le rendement espéré d'un titre dépend donc de la covariance avec le portefeuille de marché et de la covariance avec la variable d'état qui est une approximation des possibilités d'investissement. Les investisseurs augmentent la quantité d'actifs risqués qui sont corrélés négativement avec la variable d'état.

## Estimations empiriques
Le modèle intertemporel d'évaluation des actifs (ICAPM) peut être considéré comme un fondement théorique de modèle Fama-French à trois facteurs. Par conséquent, les résultats favorables au modèle Fama-French sont aussi des résultats qui confirment le modèle ICAPM.
Campbell et al.  trouvent que les restrictions imposées par le modèle ICAPM améliorent les capacités de prévision de rendement des actifs financiers.